# Macintosh LC 500 series
La série Macintosh LC 500 est une série d'ordinateurs personnels faisant partie de la famille Macintosh LC de Apple Computer, conçue comme un successeur de la famille des Macintosh compacts pour le marché de l'éducation grand public du milieu des années 1990. Le boîtier tout-en-un est similaire à celui du Macintosh Color Classic récemment introduit, mais la série LC 500 est considérablement plus grande et plus lourde en raison de son écran plus grand et de sa section centrale élargie pour loger des composants électroniques plus volumineux, comprenant un écran CRT de 14 pouces, un lecteur CD-ROM et des haut-parleurs stéréo.
La série LC 500 comprenait quatre modèles principaux, les 520, 550, 575 et 580, les 520 et 550 utilisant différentes vitesses du Motorola 68030, et les 575 et 580 partageant le processeur Motorola 68LC040 à 33 MHz mais différant par le reste du matériel. Tous ces ordinateurs étaient également vendus au marché grand public par le biais des grands magasins sous la marque Macintosh Performa, avec des numéros de modèles similaires. Les modèles LC, en particulier, sont devenus très populaires dans les écoles en raison de leur faible encombrement, de l'absence d'enchevêtrement de câbles et de leur durabilité. Le Macintosh TV, bien que non marqué comme un LC, utilise le boîtier du LC 520 (en noir au lieu de beige) et une carte logique similaire à celle du LC 550. La série compacte Color Classic partage de nombreux composants et peut échanger des cartes logiques avec les premières machines de la série 500.

## LC 520
Le Macintosh LC 520 a été introduit en juin 1993. Le design du boîtier était plus grand que les modèles compact Macintosh qui le précédaient, en grande partie à cause de l'écran beaucoup plus grand et du lecteur CD-ROM.
Le LC 520 a commencé comme un projet de design nommé "Mongo". À la suite du succès du Color Classic, le Apple Industrial Design Group (IDg) a commencé à explorer l'adaptation du langage de design du Color Classic, surnommé Espresso, pour une version à écran plus grand qui inclurait également un lecteur CD-ROM. Cependant, l'IDg détestait tellement le design qu'il l'a mis définitivement de côté. En 1992, le PDG d'Apple, John Sculley, a exigé un design tout-en-un avec grand écran

## LC 550
Le Macintosh LC 550 a remplacé le LC 520 en février 1994. Les variantes Performa ont été introduites plus tôt, le 550 en octobre 1993 et le 560 en janvier 1994, et sont restées disponibles plus d'un an de plus, jusqu'en avril 1996.
La principale différence entre le 550 et le 520 est le processeur 68030 plus rapide, cadencé à 33 MHz au lieu de 25 MHz, avec la vitesse du bus augmentant également de 25 à 33 MHz. Contrairement au 520, le lecteur optique était de type à chargement de CD sans caddie. La carte logique du 550 est essentiellement la même que celle utilisée dans le Macintosh Color Classic II, une mise à niveau du Color Classic original non disponible aux États-Unis. Apple a également offert le même package de mise à niveau pour le 520 vers la carte logique du LC 575.
Deux variantes Performa ont été introduites, variant uniquement par le logiciel inclus. Le 550 incluait uniquement des applications grand public. Le Performa 560 était appelé "Money Edition" en raison d'un partenariat entre Apple et le magazine Money. En plus de quelques logiciels pour les consommateurs et l'éducation, il incluait également plus d'une douzaine d'applications de gestion d'entreprise.

### Modèles
Introduit le 18 octobre 1993 :
- Macintosh Performa 550[3]: Disque dur de 160 Mo.

Introduit le 15 janvier 1994 :
- Macintosh Performa 560 Money Edition[4]: Le Performa 550 avec des logiciels de gestion d'entreprise inclus. Vendu uniquement aux États-Unis via les magasins Circuit City et en commande directe auprès d'Apple. 2 199 $ USD[2].

Introduit le 2 février 1994 : 
- Macintosh LC 550[5]

## LC 580
Le Macintosh LC 580 a été vendu d'avril 1995 à mai 1996. Comme le LC 575, il est construit autour d'un processeur Motorola 68LC040, fonctionnant à 33 MHz. Cependant, au lieu d'utiliser les mêmes cartes logiques uniquement SCSI de taille LC 475/Quadra 605 comme le LC 575, le 580 utilise la plus grande carte logique du Performa 630. Cela a entraîné quelques modifications, dont la plupart ont conduit à des prix plus bas, mais aussi à des performances inférieures : notamment, les disques durs du 580 étaient des disques IDE au lieu de SCSI. De plus, la RAM vidéo n'était plus montée sur un SIMM, mais utilisait 1 Mo des 4 Mo de RAM principale soudés à la carte mère. Enfin, l'écran Trinitron du 575 a été remplacé par un écran à shadow mask moins cher, entraînant un léger changement dans le boîtier en plastique entourant le CRT. Un avantage de ce changement était la possibilité d'accueillir les mêmes cartes d'extension vidéo et tuner TV conçues pour le Performa 630. Cela permettait aux utilisateurs du LC 580 de regarder et d'enregistrer des vidéos, remplissant essentiellement la fonction d'un téléviseur ainsi que celle d'un ordinateur.
Le LC 580 et le LC 630 DOS Compatible, qui ont été introduits en même temps, ont été les derniers systèmes de bureau Macintosh à être construits autour d'un processeur de la série Motorola 68000. Son remplaçant, le Power Macintosh 5200 LC, est équipé d'un processeur PowerPC. Apple a également offert une voie de mise à niveau pour le 580 sous la forme d'une carte de mise à niveau de processeur PowerPC. Le 580 peut également être mis à niveau avec les cartes logiques suivantes : 5200 LC, 6200, 5260, 5300, 6300, 5400, 6400, 5500 et 6500.
Les variantes Performa du LC 580 n'étaient disponibles qu'en dehors des États-Unis.

### Modèles
Introduit le 3 avril 1995 :
- Macintosh LC 580[7]: 8 Mo de RAM, disque dur de 500 Mo, vendu uniquement sur le marché de l'éducation.

Introduit le 13 avril 1995 :
- Macintosh Performa 588CD[8]: un Performa 580CD avec un disque dur de 500 Mo, vendu uniquement en Asie et en Europe

Introduit le 1er mai 1995 :
- Macintosh Performa 580CD[9]: Vendu au Canada, en Asie, en Australie et en Nouvelle-Zélande

### Matériel
Unité centrale de traitement: Motorola 68LC040 à 33 MHz ; 8 Ko de cache L1
Mémoire: 8 Mo, extensible à 52 Mo avec deux SIMM 72 broches. 1 Mo des 4 Mo de RAM soudés sur la carte mère est utilisé comme RAM vidéo.
Stockage: Disque dur de 250 Mo ou 500 Mo IDE ; lecteur de disquette de 1,44 Mo SuperDrive (peut lire des disquettes de 400 Ko et 800 Ko) ; CD-ROM est une unité 4x AppleCD.
Extension: 1 LC PDS, 1 emplacement de communication
Affichage: CRT couleur de 14Modèle:Pprime (supporte jusqu'à 65 536 couleurs)

## Caractéristiques techniques
| Modèle                 | Famille                    | LC 520                                                                    | LC 520                                                                    | LC 550                                                                    | LC 550                                                                    | LC 550                                                                    | LC 575                                                                    | LC 575                                                                    | LC 575                                                                    | LC 575                                                                    | LC 580                                                                    | LC 580                                                                    | LC 580                                                                    |
| Modèle                 | Modèle                     | Macintosh LC 520                                                          | Macintosh Performa 520                                                    | Macintosh Performa 550                                                    | Macintosh Performa 560                                                    | Macintosh LC 550                                                          | Macintosh Performa 575                                                    | Macintosh Performa 577                                                    | Macintosh Performa 578                                                    | Macintosh LC 575                                                          | Macintosh LC 580                                                          | Macintosh Performa 588CD                                                  | Macintosh Performa 580CD                                                  |
| ---------------------- | -------------------------- | ------------------------------------------------------------------------- | ------------------------------------------------------------------------- | ------------------------------------------------------------------------- | ------------------------------------------------------------------------- | ------------------------------------------------------------------------- | ------------------------------------------------------------------------- | ------------------------------------------------------------------------- | ------------------------------------------------------------------------- | ------------------------------------------------------------------------- | ------------------------------------------------------------------------- | ------------------------------------------------------------------------- | ------------------------------------------------------------------------- |
| Calendrier             | Sortie                     | 28 juin 1993                                                              | 28 juin 1993                                                              | 18 octobre 1993                                                           | 15 janvier 1994                                                           | 2 février 1994                                                            | 1 février 1994                                                            | 1 février 1994                                                            | 1 février 1994                                                            | 3 novembre 1994                                                           | 3 avril 1995                                                              | 13 avril 1995                                                             | 1 mai 1995                                                                |
| Calendrier             | Discontinué                | 2 février 1994                                                            | 2 février 1994                                                            | 1 avril 1996                                                              | 1 avril 1996                                                              | 23 mars 1995                                                              | 1 avril 1996                                                              | 1 avril 1996                                                              | 1 avril 1996                                                              | 3 avril 1995                                                              | 1 août 1995                                                               | 1 mai 1996                                                                | 1 février 1996                                                            |
| Modèle                 | Numéro de modèle           | M1640                                                                     | M1640                                                                     | M1640                                                                     | M1640                                                                     | M1640                                                                     | M1640                                                                     | M1640                                                                     | M1640                                                                     | M1640                                                                     | M3872                                                                     | M3872                                                                     | M3872                                                                     |
| Modèle                 | Numéro de commande         | M1778 (5/80) M1626 (8/80) M1627 (8/160)                                   | M1778 (5/80) M1626 (8/80) M1627 (8/160)                                   | M2147                                                                     | M3327                                                                     | Modèle:Data missing                                                       | M3119                                                                     | M3201                                                                     | M3202                                                                     | M2618/B (4/160), M2461/B (5/160), M1797/B (8/160)                         | Modèle:Data missing                                                       | M4059J                                                                    | M3872                                                                     |
| Performance            | Processeur                 | 68030 avec optionnel 68882 unité en virgule flottante                     | 68030 avec optionnel 68882 unité en virgule flottante                     | 68030 avec optionnel 68882 unité en virgule flottante                     | 68030 avec optionnel 68882 unité en virgule flottante                     | 68030 avec optionnel 68882 unité en virgule flottante                     | 68LC040                                                                   | 68LC040                                                                   | 68LC040                                                                   | 68LC040                                                                   | 68LC040                                                                   | 68LC040                                                                   | 68LC040                                                                   |
| Performance            | Fréquence d'horloge et bus | 25 MHz                                                                    | 25 MHz                                                                    | 33 MHz                                                                    | 33 MHz                                                                    | 33 MHz                                                                    | 33 MHz                                                                    | 33 MHz                                                                    | 33 MHz                                                                    | 33 MHz                                                                    | 33 MHz                                                                    | 33 MHz                                                                    | 33 MHz                                                                    |
| Performance            | Cache                      | 0,5 kB L1                                                                 | 0,5 kB L1                                                                 | 0,5 kB L1                                                                 | 0,5 kB L1                                                                 | 0,5 kB L1                                                                 | 8 kB L1                                                                   | 8 kB L1                                                                   | 8 kB L1                                                                   | 8 kB L1                                                                   | 8 kB L1                                                                   | 8 kB L1                                                                   | 8 kB L1                                                                   |
| Performance            | Mémoire                    | 5 Mo                                                                      | 5 Mo                                                                      | 5 Mo                                                                      | 5 Mo                                                                      | 5 Mo                                                                      | 5 Mo                                                                      | 5 Mo                                                                      | 8 Mo                                                                      | 5 Mo ou 8 Mo                                                              | 8 Mo                                                                      | 8 Mo                                                                      | 5 Mo ou 8 Mo                                                              |
| Performance            | Mémoire                    | 72-pin 80 ns SIMM                                                         |                                                                           |                                                                           |                                                                           |                                                                           |                                                                           |                                                                           |                                                                           |                                                                           |                                                                           |                                                                           |                                                                           |
| Performance            | Mémoire                    | Modèle:Gray                                                               | Modèle:Gray                                                               | Modèle:Gray                                                               | Modèle:Gray                                                               | Modèle:Gray                                                               | Modèle:Gray                                                               | Modèle:Gray                                                               | Modèle:Gray                                                               | Modèle:Gray                                                               | Modèle:Gray                                                               | Modèle:Gray                                                               | Modèle:Gray                                                               |
| Performance            | Graphiques                 | 512 kB VRAM SIMM                                                          | 512 kB VRAM SIMM                                                          | 512 kB VRAM SIMM                                                          | 512 kB VRAM SIMM                                                          | 512 kB VRAM SIMM                                                          | 512 kB VRAM SIMM                                                          | 512 kB VRAM SIMM                                                          | 512 kB VRAM SIMM                                                          | 512 kB VRAM SIMM                                                          | 1 Mo VRAM SIMM                                                            | 1 Mo VRAM SIMM                                                            | 1 Mo VRAM SIMM                                                            |
| Performance            | Graphiques                 | Modèle:Gray                                                               | Modèle:Gray                                                               | Modèle:Gray                                                               | Modèle:Gray                                                               | Modèle:Gray                                                               | Modèle:Gray                                                               | Modèle:Gray                                                               | Modèle:Gray                                                               | Modèle:Gray                                                               | Modèle:Gray                                                               | Modèle:Gray                                                               | Modèle:Gray                                                               |
| Stockage               | Lecteur de disquettes      | Lecteur de disquettes                                                     | Lecteur de disquettes                                                     | Lecteur de disquettes                                                     | Lecteur de disquettes                                                     | Lecteur de disquettes                                                     | Lecteur de disquettes                                                     | Lecteur de disquettes                                                     | Lecteur de disquettes                                                     | Lecteur de disquettes                                                     | Lecteur de disquettes                                                     | Lecteur de disquettes                                                     | Lecteur de disquettes                                                     |
| Stockage               | Disque dur                 | 80 Mo, 160 Mo SCSI                                                        | 80 Mo, 160 Mo SCSI                                                        | 160 Mo SCSI                                                               | 160 Mo SCSI                                                               | 80 Mo ou 160 Mo SCSI                                                      | 250 Mo SCSI                                                               | 320 Mo SCSI                                                               | 320 Mo SCSI                                                               | 160 Mo ou 320 Mo SCSI                                                     | 500 Mo IDE                                                                | 500 Mo IDE                                                                | 250 Mo ou 500 Mo IDE                                                      |
| Stockage               | Lecteur optique            | CD-ROM 2x                                                                 | CD-ROM 2x                                                                 | CD-ROM 2x                                                                 | CD-ROM 2x                                                                 | CD-ROM 2x                                                                 | CD-ROM 2x                                                                 | CD-ROM 2x                                                                 | CD-ROM 2x                                                                 | CD-ROM 2x                                                                 | CD-ROM 2x                                                                 | CD-ROM 2x                                                                 | CD-ROM 2x                                                                 |
| Connectivité           | Connectivité               | 1 slot LC PDS                                                             | 1 slot LC PDS                                                             | 1 slot LC PDS                                                             | 1 slot LC PDS                                                             | 1 slot LC PDS                                                             | 1 slot LC PDS Modem 14,4k                                                 | 1 slot LC PDS Modem 14,4k                                                 | 1 slot LC PDS Modem 14,4k                                                 | 1 slot LC PDS Modem 14,4k Slot de communication                           | 1 slot LC PDS Slot de communication Slot vidéo I/O                        | 1 slot LC PDS Slot de communication Slot vidéo I/O                        | 1 slot LC PDS Slot de communication Slot vidéo I/O                        |
| Vidéo                  | Vidéo                      | 14" Sony Trinitron RGB (résolutions jusqu'à 640×480)                      | 14" Sony Trinitron RGB (résolutions jusqu'à 640×480)                      | 14" Sony Trinitron RGB (résolutions jusqu'à 640×480)                      | 14" Sony Trinitron RGB (résolutions jusqu'à 640×480)                      | 14" Sony Trinitron RGB (résolutions jusqu'à 640×480)                      | 14" Sony Trinitron RGB (résolutions jusqu'à 640×480)                      | 14" Sony Trinitron RGB (résolutions jusqu'à 640×480)                      | 14" Sony Trinitron RGB (résolutions jusqu'à 640×480)                      | 14" Sony Trinitron RGB (résolutions jusqu'à 640×480)                      | CRT RGB 14" générique (résolutions jusqu'à 640×480)                       | CRT RGB 14" générique (résolutions jusqu'à 640×480)                       | CRT RGB 14" générique (résolutions jusqu'à 640×480)                       |
| Dimensions             | Poids                      | 40,5 livres (18,370490985 kg)                                             | 40,5 livres (18,370490985 kg)                                             | 40,5 livres (18,370490985 kg)                                             | 40,5 livres (18,370490985 kg)                                             | 40,5 livres (18,370490985 kg)                                             | 40,5 livres (18,370490985 kg)                                             | 40,5 livres (18,370490985 kg)                                             | 40,5 livres (18,370490985 kg)                                             | 40,5 livres (18,370490985 kg)                                             | 40,5 livres (18,370490985 kg)                                             | 40,5 livres (18,370490985 kg)                                             | 40,5 livres (18,370490985 kg)                                             |
| Dimensions             | Volume                     | 17,9 pouces (45,466 cm) × 13,5 pouces (34,29 cm) × 16,5 pouces (41,91 cm) | 17,9 pouces (45,466 cm) × 13,5 pouces (34,29 cm) × 16,5 pouces (41,91 cm) | 17,9 pouces (45,466 cm) × 13,5 pouces (34,29 cm) × 16,5 pouces (41,91 cm) | 17,9 pouces (45,466 cm) × 13,5 pouces (34,29 cm) × 16,5 pouces (41,91 cm) | 17,9 pouces (45,466 cm) × 13,5 pouces (34,29 cm) × 16,5 pouces (41,91 cm) | 17,9 pouces (45,466 cm) × 13,5 pouces (34,29 cm) × 16,5 pouces (41,91 cm) | 17,9 pouces (45,466 cm) × 13,5 pouces (34,29 cm) × 16,5 pouces (41,91 cm) | 17,9 pouces (45,466 cm) × 13,5 pouces (34,29 cm) × 16,5 pouces (41,91 cm) | 17,9 pouces (45,466 cm) × 13,5 pouces (34,29 cm) × 16,5 pouces (41,91 cm) | 17,9 pouces (45,466 cm) × 13,5 pouces (34,29 cm) × 16,5 pouces (41,91 cm) | 17,9 pouces (45,466 cm) × 13,5 pouces (34,29 cm) × 16,5 pouces (41,91 cm) | 17,9 pouces (45,466 cm) × 13,5 pouces (34,29 cm) × 16,5 pouces (41,91 cm) |
| Système d'exploitation | Minimum                    | System 7.1                                                                | System 7.1                                                                | System 7.1                                                                | System 7.1                                                                | System 7.1                                                                | System 7.1                                                                | System 7.1                                                                | System 7.1                                                                | System 7.1                                                                | System 7.5                                                                | System 7.5                                                                | System 7.5                                                                |
| Système d'exploitation | Dernière version           | System 7.6.1                                                              | System 7.6.1                                                              | System 7.6.1                                                              | System 7.6.1                                                              | System 7.6.1                                                              | Mac OS 8.1                                                                | Mac OS 8.1                                                                | Mac OS 8.1                                                                | Mac OS 8.1                                                                | Mac OS 8.1                                                                | Mac OS 8.1                                                                | Mac OS 8.1                                                                |

## References
1. 1 2  « Macintosh Family: Upgrade History » [archive du 5 septembre 2002], sur Apple
2. 1 2  « Money And Apple Team Up To Offer Multimedia Personal-Finance Computer System » [archive du 1er décembre 2017], 17 janvier 1994
3. ↑  « Macintosh Performa 550: Technical Specifications » [archive du 29 juillet 2012], Apple (consulté le 6 octobre 2017)
4. ↑  « Macintosh Performa 560: Technical Specifications » [archive du 29 juillet 2012], Apple (consulté le 6 octobre 2017)
5. ↑  « Macintosh LC 550: Technical Specifications » [archive du 29 juillet 2012], Apple (consulté le 6 octobre 2017)
6. ↑  Tom Moran, « Apple Expands 040 line - Adds DOS to the 630, updates the 575 », Macworld, vol. 12, no 6,‎ juin 1995, p. 37 (lire en ligne)
7. ↑  « Macintosh LC 580: Technical Specifications » [archive du 15 septembre 2022], Apple (consulté le 6 octobre 2017)
8. ↑  « Macintosh Performa 588CD: Technical Specifications » [archive du 5 octobre 2012], Apple (consulté le 1er octobre 2017)
9. ↑  « Macintosh Performa 580CD: Technical Specifications » [archive du 29 août 2012], sur Apple (consulté le 1er octobre 2017)
10. ↑  « Macintosh LC 520: Technical Specifications » (consulté le 6 octobre 2017)
11. ↑  « Macintosh Performa 520: Technical Specifications » (consulté le 27 août 2022)